# Landtagswahlkreis Bochum II
Der Landtagswahlkreis Bochum II ist ein Landtagswahlkreis in Nordrhein-Westfalen. Seit 2022 umfasst er folgende Wahlbezirke der kreisfreien Stadt Bochum:
| Stadtbezirke im Landtagswahlkreis Bochum II | Stadtbezirke im Landtagswahlkreis Bochum II | Stadtbezirke im Landtagswahlkreis Bochum II |
| Stadtbezirk Süd                             | Stadtbezirk Südwest                         | Stadtbezirk Mitte                           |
| ------------------------------------------- | ------------------------------------------- | ------------------------------------------- |
| 51 Wiemelhausen                             | 61 Bärendorf                                | 13 Ehrenfeld                                |
| 52 Steinkuhl                                | 62 Weitmar-Mitte                            |                                             |
| 53 Querenburg                               | 63 Weitmar-Süd                              |                                             |
| 54 Stiepel                                  | 64 Linden                                   |                                             |
|                                             | 65 Dahlhausen                               |                                             |

## Geschichte
Zur Landtagswahl 1980 wurde der Zuschnitt der Wahlkreise überarbeitet. Der Wahlkreis Bochum II umfasste seitdem die Stadtbezirke Süd und Südwest. Zur Landtagswahl 2000 kam ein Teil des Stadtbezirks Mitte hinzu, nachdem der Wahlkreis Bochum IV aufgelöst wurde. Der jetzige Zuschnitt besteht seit der Landtagswahl 2022, zu der der Wahlbezirk 26 Eppendorf/Munscheid (Stadtbezirk Wattenscheid) in den Wahlkreis Bochum III umgegliedert wurde.

## Landtagswahl 2022
Die Landtagswahl fand am 15. Mai 2022 statt. Bastian Hartmann wurde mit 33,8 % direkt in den Landtag gewählt. Die Wahlbeteiligung betrug 63,7 %.
| Direktkandidat               | Partei | Partei                | Erststimmen in % | Zweitstimmen in % |
| ---------------------------- | ------ | --------------------- | ---------------- | ----------------- |
| Christian Haardt             |        | CDU                   | 26,4             | 26,7              |
| Bastian Hartmann             |        | SPD                   | 33,8             | 30,8              |
| Moritz Oberberg              |        | Bündnis 90/Die Grünen | 25,0             | 24,1              |
| Jennifer Yerlikaya           |        | FDP                   | 4,3              | 5,5               |
| Abolfazl Zarei               |        | AfD                   | 3,5              | 3,8               |
| Bernhard Koolen              |        | Die Linke             | 3,1              | 2,8               |
| Lena Maria Christina Bormann |        | Die PARTEI            | 2,4              | 1,5               |
| Frank Bothmann               |        | dieBasis              | 1,0              | 0,9               |
| Yahia El Sayed               |        | Team Todenhöfer       | 0,3              | 0,2               |
| –                            |        | Sonstige              | 0,2              | 3,7               |

## Landtagswahl 2017
Wahlberechtigt waren 95.765 Einwohner, von denen sich 71,3 % an der Wahl beteiligen.
| Direktkandidat           | Partei   | Erststimmen in % | Zweitstimmen in % |
| ------------------------ | -------- | ---------------- | ----------------- |
| Karsten Rudolph          | SPD      | 37,5 %           | 33,2 %            |
| Marcus Stawars           | CDU      | 31,8 %           | 28,0 %            |
| Barbara Jessel           | GRÜNE    | 7,3 %            | 8,1 %             |
| Volker Behr              | FDP      | 8,9 %            | 12,0 %            |
| Simone Brand             | PIRATEN  | 1,9 %            | 1,0 %             |
| Amid Rabich              | LINKE    | 7,1 %            | 7,1 %             |
| Gabriele Walger-Demolsky | AfD      | 5,6 %            | 6,8 %             |
| -                        | Sonstige | -                | 3,8 %             |

Neben dem erstmals gewählten Wahlkreisabgeordneten Karsten Rudolph (SPD) wurde die AfD-Kandidatin Gabriele Walger-Demolsky über Platz 15 der AfD-Landesliste in den Landtag gewählt.

## Landtagswahl 2012
Wahlberechtigt waren 98.083 Einwohner.
| Direktkandidat      | Partei   | Erststimmen in % | Zweitstimmen in % |
| ------------------- | -------- | ---------------- | ----------------- |
| Christian Haardt    | CDU      | 23,3 %           | 19,4 %            |
| Thomas Eiskirch     | SPD      | 52,7 %           | 44,2 %            |
| Wolfgang Rettich    | GRÜNE    | 9,7 %            | 14,7 %            |
| Dieter Costabel     | FDP      | 3,6 %            | 7,2 %             |
| Brunhilde Michaelis | LINKE    | 3,3 %            | 3,3 %             |
| Stephanie Kotalla   | PIRATEN  | 7,5 %            | 7,5 %             |
| -                   | Sonstige | -                | 3,6 %             |

## Landtagswahl 2010
Wahlberechtigt waren 98.422 Einwohner.
| Direktkandidat           | Partei   | Erststimmen in % | Zweitstimmen in % |
| ------------------------ | -------- | ---------------- | ----------------- |
| Christian Haardt         | CDU      | 29,2 %           | 27,3 %            |
| Thomas Eiskirch          | SPD      | 49,3 %           | 40,9 %            |
| Wolfgang Rettich         | GRÜNE    | 9,4 %            | 14,6 %            |
| Jens Lücking             | FDP      | 3,6 %            | 4,8 %             |
| Brunhilde Michaelis      | LINKE    | 5,8 %            | 6,4 %             |
| Jenny Häse               | BüSo     | 0,4 %            | 0,1 %             |
| Monika Knipschild-Pieper | PIRATEN  | 2,2 %            | 2,1 %             |
| -                        | Sonstige | -                | 3,8 %             |

## Landtagswahl 2005
Wahlberechtigt waren 99.547 Einwohner.
| Direktkandidat     | Partei | Stimmen in % |
| ------------------ | ------ | ------------ |
| Thomas Eiskirch    | SPD    | 47,2         |
| Roland Mitschke    | CDU    | 33,8         |
| Thomas Paßmann     | FDP    | 5,1          |
| Mustafa Calikoglu  | GRÜNE  | 8,2          |
| Anja Andrea Blatt  | REP    | 0,5          |
| Anna-Lena Orlowski | PDS    | 1,2          |
| Wilhelm Kovermann  | BüSo   | 0,4          |
| Markus Schumacher  | NPD    | 1,0          |
| Marc Menningmann   | ödp    | 0,3          |
| Nuray Boyraz       | WASG   | 2,4          |

## Wahlkreissieger
Bis auf Wilhelm Bette (CDU, 1947) gehörten alle Wahlkreissieger der SPD an.
| Jahr | Wahlkreisname  | Direktmandat     | Partei |
| ---- | -------------- | ---------------- | ------ |
| 1947 | 104 Bochum-Süd | Wilhelm Bette    | CDU    |
| 1950 | 104 Bochum-Süd | Fritz Heinemann  | SPD    |
| 1954 | 104 Bochum-Süd | Fritz Heinemann  | SPD    |
| 1958 | 104 Bochum III | Fritz Heinemann  | SPD    |
| 1962 | 104 Bochum III | Fritz Heinemann  | SPD    |
| 1966 | 107 Bochum III | Fritz Heinemann  | SPD    |
| 1970 | 107 Bochum III | Michael Hereth   | SPD    |
| 1975 | 107 Bochum III | Georg Aigner     | SPD    |
| 1980 | 125 Bochum II  | Georg Aigner     | SPD    |
| 1985 | 125 Bochum II  | Georg Aigner     | SPD    |
| 1990 | 125 Bochum II  | Georg Aigner     | SPD    |
| 1995 | 125 Bochum II  | Wolfgang Clement | SPD    |
| 2000 | 125 Bochum II  | Wolfgang Clement | SPD    |
| 2005 | 108 Bochum II  | Thomas Eiskirch  | SPD    |
| 2010 | 108 Bochum II  | Thomas Eiskirch  | SPD    |
| 2012 | 108 Bochum II  | Thomas Eiskirch  | SPD    |
| 2017 | 108 Bochum II  | Karsten Rudolph  | SPD    |
| 2022 | 108 Bochum II  | Bastian Hartmann | SPD    |